# دیوید اکتاویوس هیل

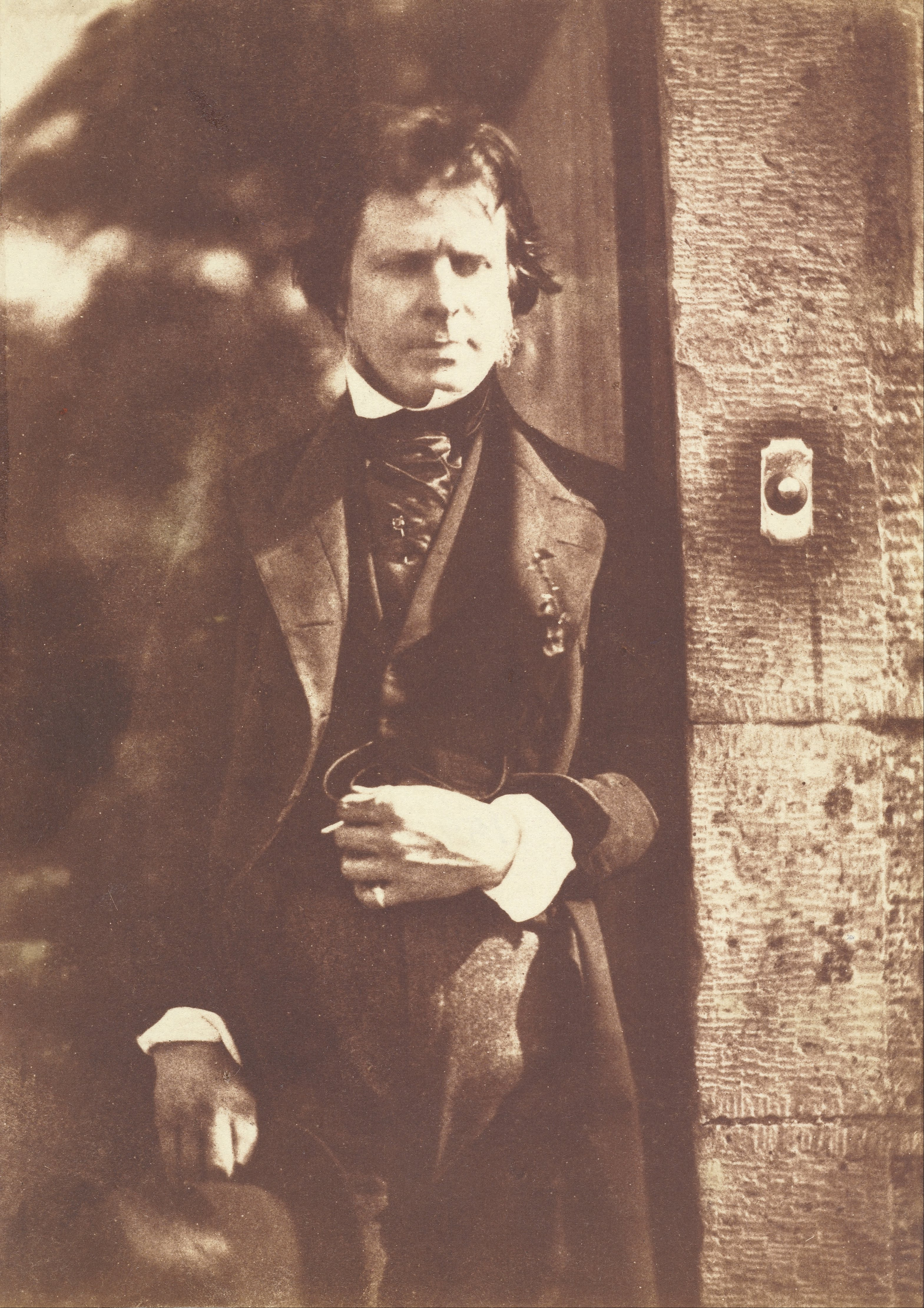

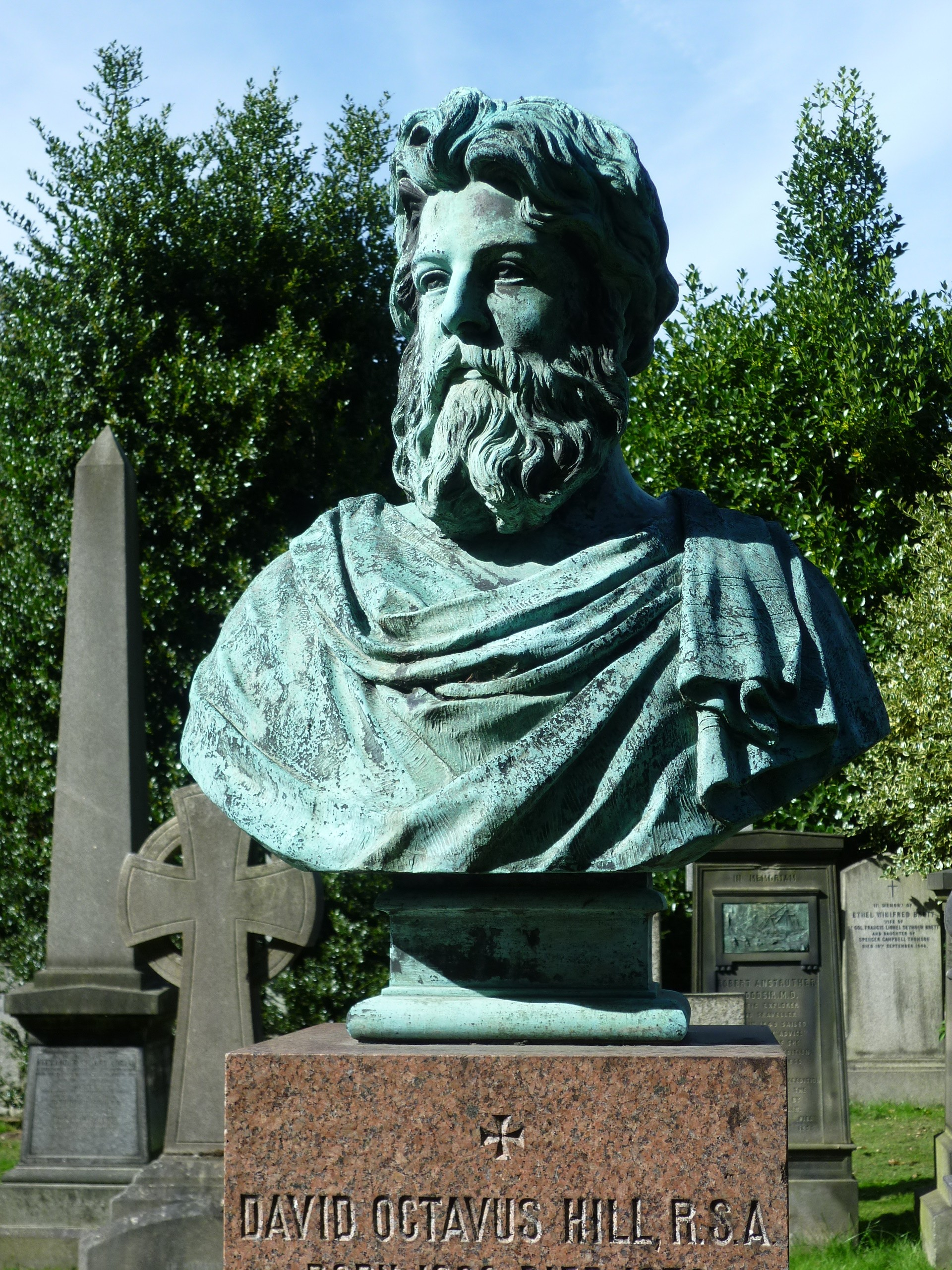
مجسمه نیم‌تنه هیل بر روی سنگ قبر وی

دیوید اکتاویوس هیل (۱۸۰۲–۱۸۷۰) نقاش اسکاتلندی و از پیشگامان هنر عکاسی بود.

## فعالیت‌ها
دیوید هیل نقاشی کاملاً آموزش دیده و عضوی برجسته در هنر انگلیس بود که می‌دانست چگونه ون دایک و گینز بارو پیشرفت کرده‌اند یا حداقل می‌دانست که نظر فرهنگستان در مورد پیشرفت ایشان چیست. هیل به همراه دستیار شیمیدان جوان خود یعنی رابرت آدامسون عکاسی را به عنوان وسیله‌ای برای طراحی به کار گرفت تا بتواند شبیه ۴۷۰ کشیش اسکاتلندی را ثبت کند و آن‌ها را در یک نقاشی تاریخی غول پیکر که یاد تأسیس کلیسای آزاد را گرامی می‌داشت، بگنجاند. هنگامی که این نقاشی سرانجام در سال ۱۸۶۶، یعنی ۲۳ سال پس از آنکه اولین عکس‌ها تهیه شد، به پایان رسید. هیل به عنوان یکی از اولین هنرمندانی شناخته شد که عکاسی خوب را به نقاشی بد تبدیل کرده‌است.
خوشبختانه هیل (یا آدامسون یا هر دو) به عکاسی علاقه‌مند شدند و آن را به خاطر خود عکاسی به کار گرفتند، و با تلفیق استعدادهایشان بعضی از بهترین پرتره‌های عکاسی را که این رسانه تا به حال موفق به ایجاد آن شده، به وجود بیاورند.
آن‌ها از شیوه کالوتایپ استفاده می‌کردند، شیوه‌ای که در طول همان سال‌هایی که داگر روش خود را تکمیل می‌کرد، توسط ویلیام هنری فوکس تالبوت ظهور و گسترش یافت. شیوه تالبوت، نوعی روش دو مرحله‌ای بود: صحنه‌ای که در دوربین نوردهی می‌شد، تصویر منفی (سیاهی به جای سفیدی و برعکس) بر روی یک پایه کاغذی شفاف به وجود می‌آورد؛ سپس این تصویر منفی همچون فیلتری به کار می‌رفت که از میان آن، کاغذ حساس شده دیگری توسط نور متأثر می‌شد، بدین ترتیب ارزش‌های رنگ‌مایه‌ای معکوس می‌شد. هر داگرئوتیپ شیءای یکه و منحصر به فرد بود، اما تصویر منفی کالوتایپ شبیه صفحه گراورسازی می‌توانست برای تعداد بیشماری عکس مورد استفاده قرار گیرد و تنها محدود به اندازه‌ای بود که از عکاس تقاضا می‌شد.
تصویر کالوتایپ به خاطر بافت کاغذی که به واسطه آن به چاپ می‌رسید، کمی از نظر وضوح نرم و ملایم و در نتیجه جزئیات آن کمتر از داگرئوتیپ واضح و مشخص بود. اما چیزی که هیل از نقاشان بزرگ فقید آموخته بود، به وی امکان می‌داد تا تصاویرش را به سادگی و سریعتر تهیه کند، و محدودیت‌های این شیوه را به امتیاز کاری خود تبدیل کند.

## نگارخانه
برخی از عکس‌های دیوید هیل در سال ۱۹۵۴ در گلاسکو به نمایش گذاشته شد اما اولین نمایشگاه بزرگ آثار وی در سال ۱۹۶۳ در اسن آلمان بود. 

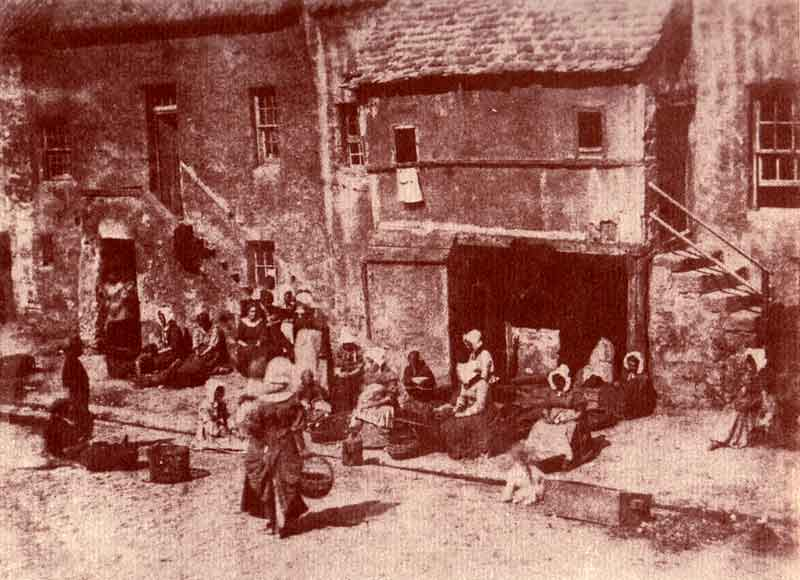
زنان ماهی‌فروش در سنت اندروز، ۱۸۴۴
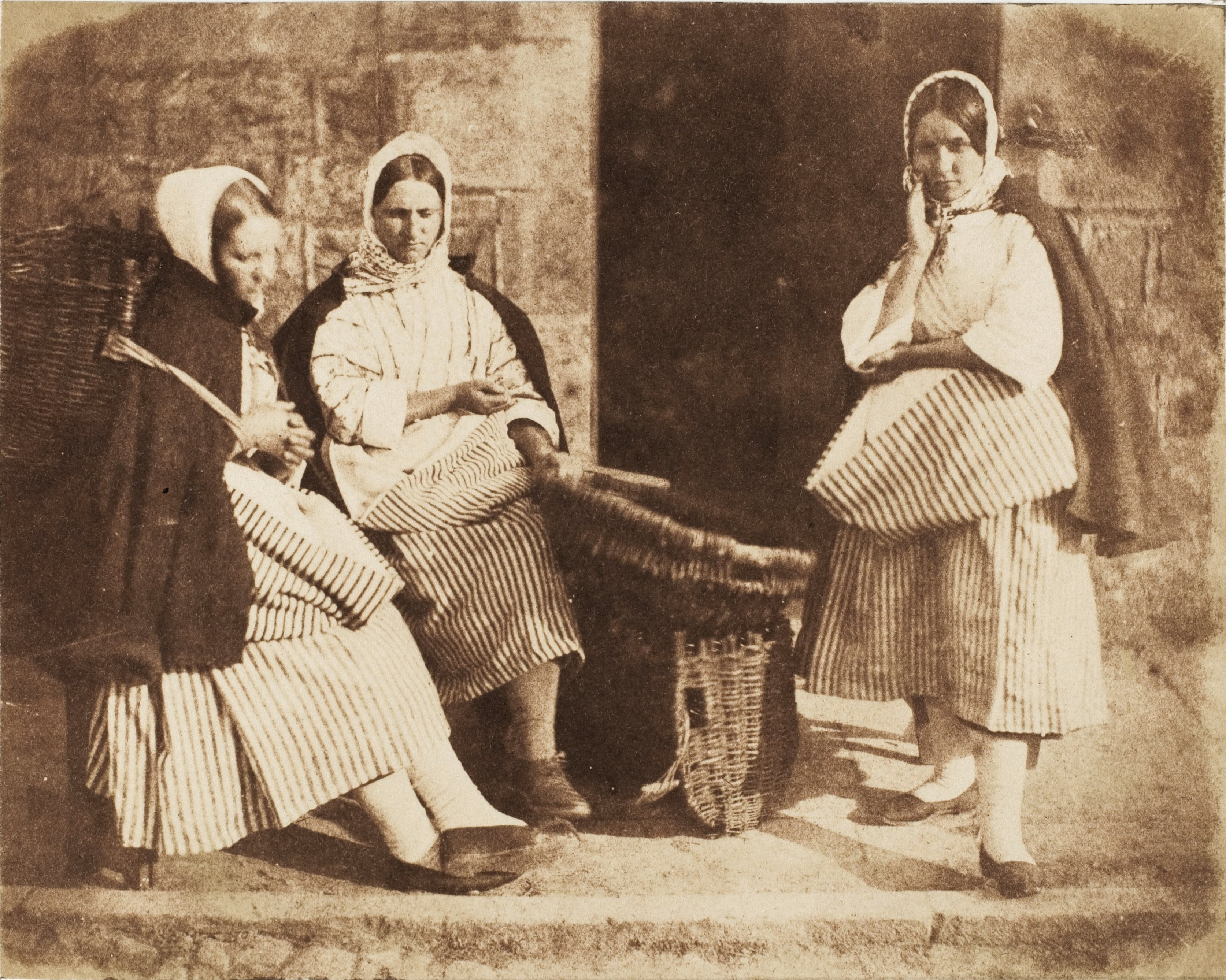
دختران ماهی‌فروش نیوهاون با سبد ماهیگیری (بین سال‌های ۱۸۴۳ و ۱۸۴۷)
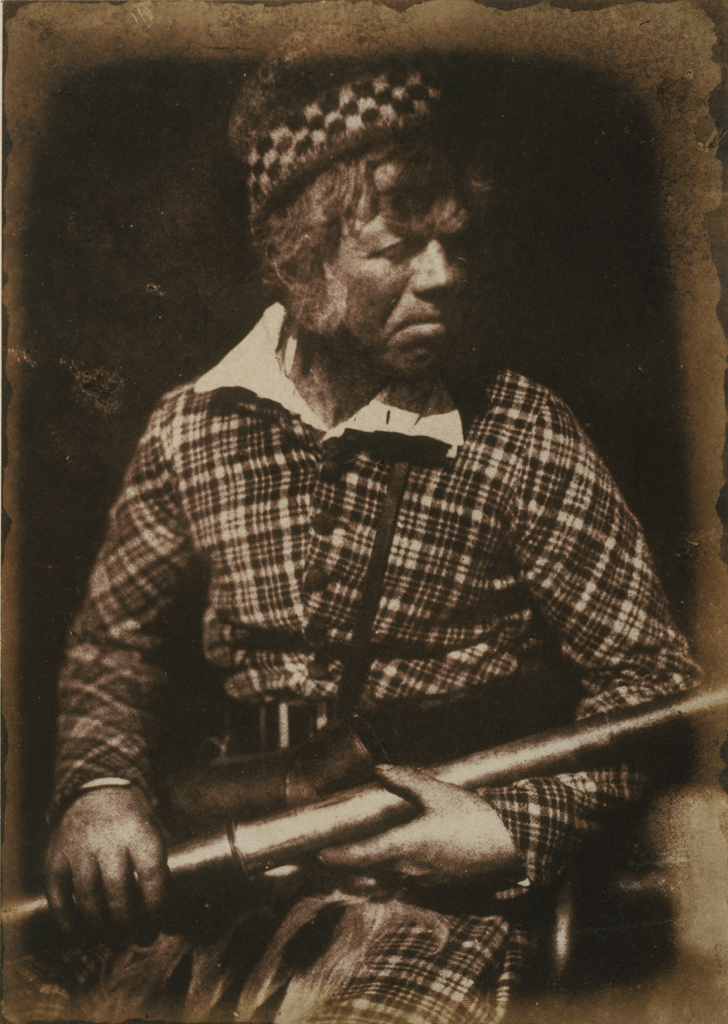
فینلی، شکارچی گوزن در استخدام کمپبل ایسلی، ۱۸۴۵
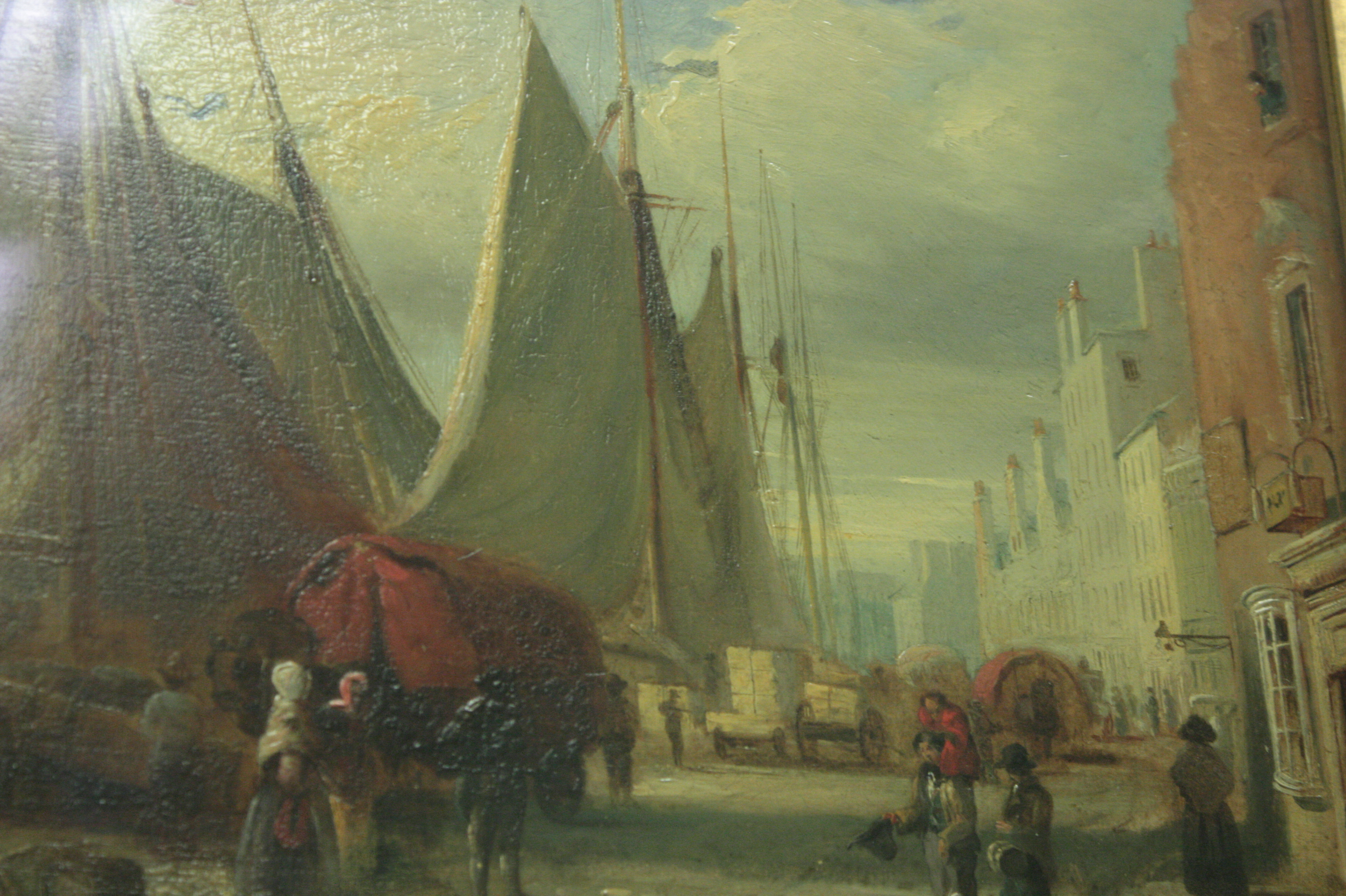
اسکله در لیث، نقاشی دیوید اکتاویوس هیل ۱۸۶۰

عکس‌های دیگری از دیوید هیل

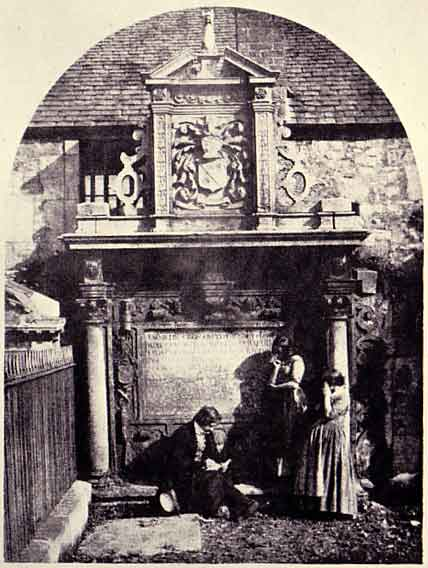
عکسی از جلو هنگام طراحی کرکیارد گریفریرز ۱۸۴۸
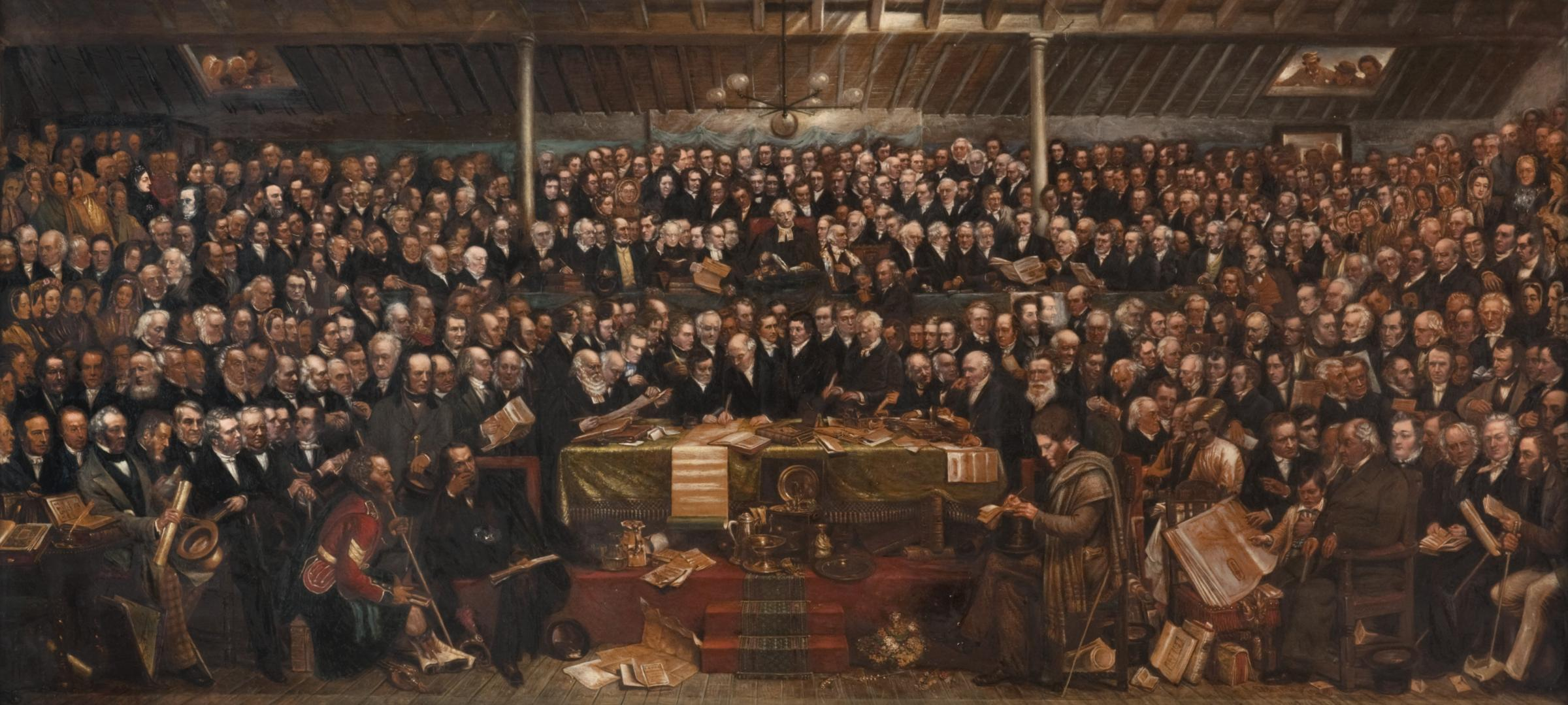
سال ۱۸۴۳ توسط هیل نقاشی
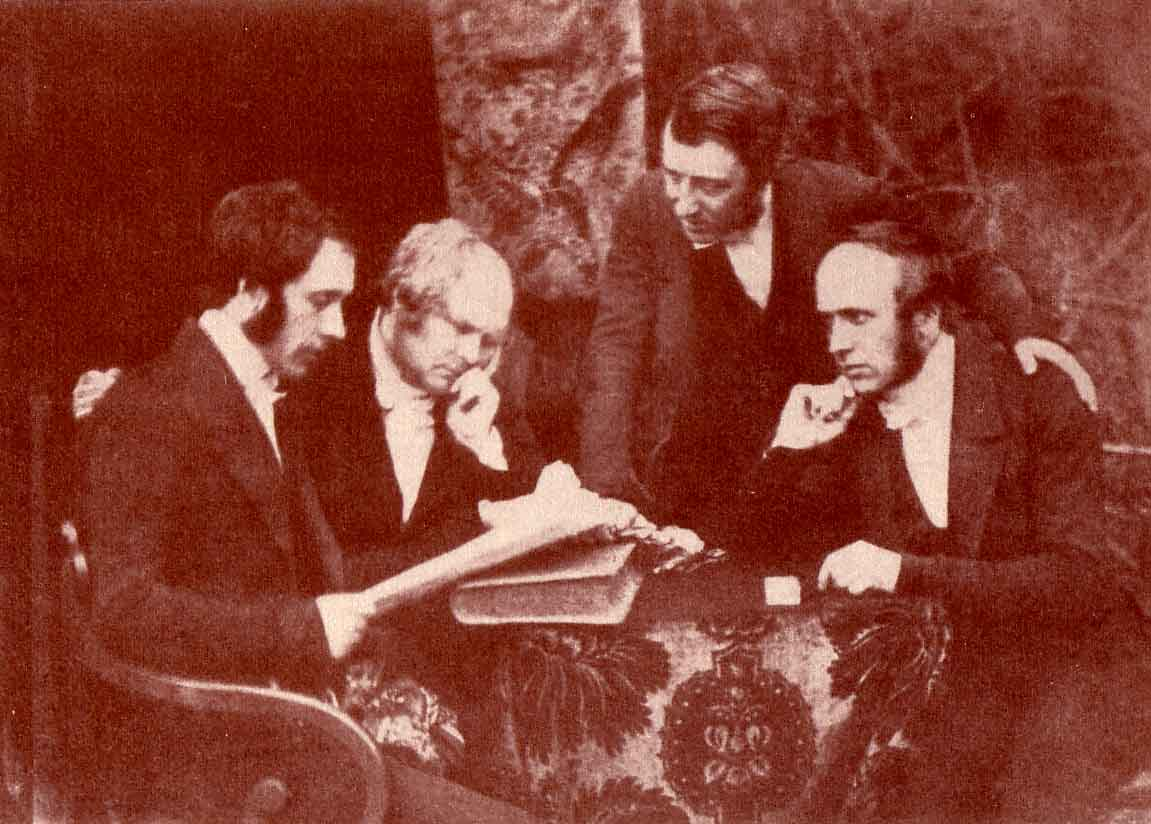
تصویری از روحانیان در سال ۱۸۴۵